# 湯川ポテンシャル
湯川ポテンシャル（ゆかわポテンシャル、Yukawa potential、湯川型ポテンシャルとも言う）は以下の式で表現される形をしている。
{\displaystyle \alpha {1 \over {r}}e^{-\kappa r}}
r はポテンシャル中心からの動径座標。αは適当な係数。κは逆数がポテンシャルの（実効的な）到達距離に相当する量となる。このポテンシャルは中心力ポテンシャルである。

## 素粒子物理学での湯川ポテンシャル
このポテンシャルは元々、湯川秀樹が短距離力である核力の説明のために導入したものである（1935年）。核力は、核子間でやりとりされる未知の粒子によるとし（交換力）、その力を表すポテンシャルの形が湯川ポテンシャルとなる。この場合、上記式に相当する核力でのポテンシャルの形は、
{\displaystyle -{\frac {f^{2}}{4\pi \hbar c}}mc^{2}{\frac {1}{r/\lambda }}e^{-r/\lambda }=-{\frac {f^{2}}{4\pi }}{\frac {1}{\lambda }}{\frac {1}{r/\lambda }}e^{-r/\lambda }=-{\frac {f^{2}}{4\pi }}{\frac {1}{r}}e^{-r/\lambda }}
となる。ここで、
{\displaystyle \kappa ={1 \over \lambda }={mc \over {\hbar }}}
である。c は真空での光速、{\displaystyle \hbar } はディラック定数、mは未知の粒子の質量である。質量ゼロの光子のやりとりによる交換力（つまりクーロン力）によるポテンシャルは、1/rの形であるが、湯川は核力は短距離力であり上記のような短距離にしか及ばないポテンシャルを考え、その交換力を担う粒子は有限の質量を持つと考えた。そして、その未知の粒子の質量を、およそ電子の200倍の重さと予想した（1934年頃）。この未知の粒子が、中間子であり、上式でのλ(=1/κ)を中間子のコンプトン波長と言う。f は、核子と中間子の結合定数である。

## 物性物理学での湯川ポテンシャル
湯川ポテンシャルは、他にも金属中の不純物の有効静電ポテンシャルにも使用される。これは金属内の不純物の電荷をqとすると、それは金属の伝導電子によって遮蔽されるので、不純物の静電ポテンシャルは通常のクーロンポテンシャルの形ではなく、湯川ポテンシャルの形となる。この時の遮蔽された静電ポテンシャルの形は、
{\displaystyle U={q \over {4\pi \epsilon _{0}}}{1 \over r}e^{-\kappa r}}
である。ここで、十分に低温なら、
{\displaystyle \kappa ^{2}={1 \over {\epsilon _{0}}}e^{2}N(\epsilon _{F})}
であり、e は素電荷、N(εF) は、フェルミレベルでの電子の状態密度、ε0 は真空の誘電率である。
また同様にして、強電解質溶液やプラズマの理論においてもデバイ遮蔽の結果としてこの型のポテンシャルが現れ、デバイ-ヒュッケルのポテンシャルと呼ばれる。またその特性距離をデバイの長さと言う。